# Gemma Deusedas
Gemma Deusedas, född i Barcelona 5 oktober 1975, är en katalansk (spansk) skådespelare. Hon är bland annat känd för sin återkommande medverkan som komiker och imitatör i Polònia, ett av katalanska TV3:s populäraste TV-program.

## Biografi
Gemma Deusedas växte upp i Barcelona-stadsdelen Sants, där hon bodde från 2 till 23 års ålder. Hon utbildade sig till skådespelare vid Institut del Teatre, scenskolan i Terrassa, samtidigt som ett antal kollegor som hon senare skulle komma att arbeta med i Polònia – Xavier Serrano, Cesc Casanovas, Agnès Busquets, Xavier Ricart och David Olivares.
Hon har varit verksam som skådespelare sedan år 2000. Under 2001 syntes hon i TV-serien Temps de silenci i rollen som "Roser".
Deusedas är mest känd för sina imitationer av olika katalanska politiker eller TV-personligheter i det populära katalanska satirprogrammet Polònia. I början av programmets historia (det startade 2006) syntes hon ofta som Montserrat Tura, dåvarande regionminister med först inrikesfrågorna och därefter juridiken på hennes bord. På senare år har Gemma Deusedas kanske främst framträtt och blivit igenkänd som Helena Garcia Melero, presentatör för ett antal olika aktualitetsprogram på TV3. Deusedas och Garcia Melero är redan från början snarlika utseenden, och Deusedas har erkänt att hon som "Helena-sminkad" ibland nästan tappat greppet om det är Helena eller Gemma där under sminket. Vid en gemensam TV-intervju 2017 avslöjade Helena Garcia Melero dessutom att de bådas mödrar konfirmerades efter att ha gått i samma konfirmationsklass. Under 2009 var Gemma Deusedas även återkommande bidragsgivare för Polònias systerprogram Crackòvia.
Gemma Deusedas verkar också som teaterskådespelare. Hon har deltagit i ett antal av den lokala teaterensemblen Almeria Teatres uppsättningar, inklusive El càntir trencat, El casament dels petitsburgesos (2010 av Bertolt Brecht – i original Die Kleinbürgerhochzeit) och Invasió subtil i altres contes (2012). 2016 deltog hon i Es fa fosc (författad av dramatikern Jordi Centelles) på Sala Flyhard. Deusedas har även arbetat med pjäsförfattande, bland annat med El molinet màgic, un conte musical.
Utöver sina framträdanden som skådespelare arbetar Deusedas som gymnasielärare i teater på Escola Proa i stadsdelen Sants, nära där hon växte upp.

## Produktioner (television, urval)
- Temps de silenci (2001)
- Crackòvia (2008–09; 21 avsnitt)
- Com si fos ahir (2017–18)
- Polònia (2006–; minst 174 avsnitt)

Källor: